# Eccellenza Sicilia 2002-2003
Il campionato italiano di calcio di Eccellenza regionale 2002-2003 è stato il dodicesimo organizzato in Italia. Rappresenta il sesto livello del calcio italiano.
Questi sono i gironi organizzati dal comitato regionale della Sicilia.
Il Santa Sofia Licata ha acquisito il titolo dalla Gattopardo, proveniente dalla Serie D 2001-2002. Mentre l'Adrano si fonde con la concittadina Adernò, proveniente dalla Promozione.

## Girone A

### Squadre partecipanti
| Club                           | Città                     | Stagione 2001-2002       |
| ------------------------------ | ------------------------- | ------------------------ |
| Akragas Calcio                 | Agrigento                 | 7° in Eccellenza gir. B  |
| A.S.C. Alcamo                  | Alcamo (TP)               | 2° in Eccellenza gir. A  |
| A.S. Aquila Città di Terrasini | Terrasini (PA)            | 3° in Promozione gir. A  |
| Pol. Campobello                | Campobello di Mazara (TP) | 1° in Promozione gir. A  |
| S.C. Cephaledium               | Cefalù (PA)               | 12° in Eccellenza gir. A |
| U.S. Campobello di Licata      | Campobello di Licata (AG) | 2° in Promozione gir. D  |
| D.A. Fincantieri Calcio        | Palermo                   | 5° in Eccellenza gir. A  |
| S.C. Folgore 2000              | Castelvetrano (TP)        | 2° in Promozione gir. A  |
| A.C. Licata                    | Licata (AG)               | 5° in Eccellenza gir. B  |
| G.S. Mazara 1946               | Mazara del Vallo (TP)     | 7° in Eccellenza gir. A  |
| A.S. Panormus                  | Palermo                   | 11° in Eccellenza gir. A |
| F.C. Raffadali                 | Raffadali (AG)            | 9° in Eccellenza gir. B  |
| U.S. Salemi                    | Salemi (TP)               | 9° in Eccellenza gir. A  |
| A.S. Sancataldese Calcio       | San Cataldo (CL)          | 15° in Serie D gir. I    |
| G.S. San Giovanni Gemini       | San Giovanni Gemini (AG)  | 13° in Eccellenza gir. B |
| A.S. Santa Sofia Licata        | Licata (AG)               | 17° in Serie D gir. I    |
| Pol. Termitana Cascino         | Termini Imerese (PA)      | 10° in Eccellenza gir. A |

### Classifica
|  | Pos. | Squadra               | Pt | G  | V  | N  | P  | GF | GS  | DR  |
|  | ---- | --------------------- | -- | -- | -- | -- | -- | -- | --- | --- |
|  | 1.   | Fincantieri Palermo   | 73 | 32 | 23 | 4  | 5  | 81 | 35  | +46 |
|  | 2.   | Alcamo                | 68 | 32 | 20 | 8  | 4  | 66 | 28  | +38 |
|  | 3.   | Mazara                | 64 | 32 | 18 | 10 | 4  | 56 | 27  | +29 |
|  | 4.   | Salemi                | 55 | 32 | 15 | 10 | 7  | 57 | 33  | +24 |
|  | 5.   | Sancataldese          | 52 | 32 | 15 | 7  | 10 | 32 | 26  | +6  |
|  | 6.   | Raffadali             | 51 | 32 | 15 | 6  | 11 | 53 | 38  | +15 |
|  | 7.   | Folgore Castelvetrano | 49 | 32 | 14 | 7  | 11 | 49 | 37  | +12 |
|  | 8.   | Licata                | 47 | 32 | 13 | 8  | 11 | 42 | 36  | +6  |
|  | 9.   | Campobello            | 47 | 32 | 12 | 11 | 9  | 49 | 44  | +5  |
|  | 10.  | Aquila Terrasini      | 45 | 32 | 12 | 9  | 11 | 41 | 38  | +3  |
|  | 11.  | San Giovanni Gemini   | 40 | 32 | 12 | 4  | 16 | 52 | 66  | -14 |
|  | 12.  | Akragas               | 38 | 32 | 10 | 8  | 14 | 44 | 50  | -6  |
|  | 13.  | Termitana Cascino     | 34 | 32 | 7  | 13 | 12 | 31 | 36  | -5  |
|  | 14.  | Panormus              | 27 | 32 | 6  | 9  | 17 | 32 | 63  | -31 |
|  | 15.  | Cephaledium           | 25 | 32 | 5  | 10 | 17 | 31 | 56  | -25 |
|  | 16.  | Campobello di Licata  | 25 | 32 | 5  | 10 | 17 | 31 | 52  | -21 |
|  | 17.  | Santa Sofia Licata    | 7  | 32 | 2  | 2  | 28 | 18 | 100 | -82 |

Legenda:

      Fincantieri Palermo promosso in Serie D 2003-2004.

      Salemi ammesso ai play-off nazionali.

      Aquila Terrasini e San Giovanni Gemini retrocessi in Promozione 2003-2004 dopo play-out.

      Campobello di Licata e Santa Sofia Licata retrocessi in Promozione 2003-2004.

#### Spareggio salvezza
| Squadra 1   | Risultato | Squadra 2            |
| ----------- | --------- | -------------------- |
| Cephaledium | 3 - 1     | Campobello di Licata |

#### Play-off
Semifinali
| Squadra 1 | Risultato | Squadra 2    |
| --------- | --------- | ------------ |
| Alcamo    | 2 - 0     | Sancataldese |
| Mazara    | 1 - 2     | Salemi       |

Finale
| Squadra 1 | Risultato | Squadra 2 |
| --------- | --------- | --------- |
| Alcamo    | 2 - 4     | Salemi    |

#### Play-out
| Squadra 1           | Risultato | Squadra 2         |
| ------------------- | --------- | ----------------- |
| Aquila Terrasini    | 0 - 2     | Cephaledium       |
| San Giovanni Gemini | 1 - 2     | Panormus          |
| Akragas             | 2 - 2     | Termitana Cascino |

## Girone B

### Squadre partecipanti
| Club                       | Città                            | Stagione 2001-2002       |
| -------------------------- | -------------------------------- | ------------------------ |
| A.C.R. Acicatena           | Aci Catena (CT)                  | 3° in Promozione gir. C  |
| Pol. Aci Sant'Antonio      | Aci Sant'Antonio (CT)            | 15° in Eccellenza gir. B |
| A.S. Atletico Catania 3000 | Catania                          | 8° in Eccellenza gir. B  |
| Pol. A.B. Auto Adernò      | Adrano (CT)                      | 14° in Eccellenza gir. B |
| A.S. Canicattini           | Canicattini Bagni (SR)           | 1° in Promozione gir. C  |
| Pol. Comiso                | Comiso (RG)                      | 3° in Eccellenza gir. B  |
| S.S. Due Torri             | Gliaca, frazione di Piraino (ME) | 6° in Eccellenza gir. A  |
| A.S. Giarre Calcio         | Giarre (CT)                      | 11° in Eccellenza gir. B |
| Pol. Modica                | Modica (RG)                      | 10° in Eccellenza gir. B |
| F.C. Nissa                 | Caltanissetta                    | 4° in Eccellenza gir. B  |
| A.C. Palazzolo             | Palazzolo Acreide (SR)           | 2° in Promozione gir. C  |
| C.P. Real Messina          | Messina                          | 3° in Eccellenza gir. A  |
| U.S. Spadaforese           | Spadafora (ME)                   | 14° in Eccellenza gir. A |
| Sporting Palagonia         | Palagonia (CT)                   | 16° in Eccellenza gir. B |
| A.S. Torregrotta           | Torregrotta (ME)                 | 1° in Promozione gir. B  |
| U.S. Tortorici             | Tortorici (ME)                   | 8° in Eccellenza gir. A  |
| U.S. Trecastagni           | Trecastagni (CT)                 | 6° in Eccellenza gir. B  |

### Classifica
|  | Pos. | Squadra               | Pt | G  | V  | N  | P  | GF | GS | DR  |
|  | ---- | --------------------- | -- | -- | -- | -- | -- | -- | -- | --- |
|  | 1.   | Modica                | 68 | 32 | 20 | 8  | 4  | 57 | 27 | +30 |
|  | 2.   | Adernò                | 61 | 32 | 17 | 10 | 5  | 55 | 30 | +25 |
|  | 3.   | Comiso                | 59 | 32 | 16 | 11 | 5  | 57 | 29 | +28 |
|  | 4.   | Giarre                | 56 | 32 | 14 | 14 | 4  | 45 | 23 | +22 |
|  | 5.   | Nissa                 | 48 | 32 | 14 | 6  | 12 | 52 | 43 | +9  |
|  | 6.   | Spadaforese           | 45 | 32 | 12 | 9  | 11 | 32 | 30 | +2  |
|  | 7.   | Tortorici             | 44 | 32 | 12 | 8  | 12 | 29 | 31 | -2  |
|  | 8.   | Canicattini           | 42 | 32 | 11 | 9  | 12 | 31 | 33 | -2  |
|  | 9.   | Sporting Palagonia    | 42 | 32 | 11 | 9  | 12 | 38 | 42 | -4  |
|  | 10.  | Acicatena             | 41 | 32 | 10 | 11 | 11 | 32 | 33 | -1  |
|  | 11.  | Palazzolo             | 40 | 32 | 11 | 7  | 14 | 30 | 39 | -9  |
|  | 12.  | Due Torri             | 36 | 32 | 10 | 6  | 16 | 34 | 48 | -14 |
|  | 13.  | Aci Sant'Antonio      | 35 | 32 | 8  | 11 | 13 | 28 | 44 | -16 |
|  | 14.  | Torregrotta           | 35 | 32 | 9  | 8  | 15 | 22 | 37 | -15 |
|  | 15.  | Real Messina          | 32 | 32 | 7  | 11 | 14 | 24 | 39 | -15 |
|  | 16.  | Atletico Catania 3000 | 28 | 32 | 6  | 11 | 15 | 35 | 51 | -16 |
|  | 17.  | Trecastagni           | 23 | 32 | 4  | 11 | 17 | 19 | 41 | -22 |

Legenda:

      Modica promosso in Serie D 2003-2004.

      Adernò promosso in Serie D 2003-2004 dopo play-off nazionali.

      Torregrotta e Real Messina retrocessi in Promozione 2003-2004 dopo play-out.

      Atletico Catania e Trecastagni retrocessi in Promozione 2003-2004.

#### Play-off
Semifinali
| Squadra 1 | Risultato | Squadra 2 |
| --------- | --------- | --------- |
| Adernò    | 0 - 0     | Nissa     |
| Comiso    | 0 - 1     | Giarre    |

Finale
| Squadra 1 | Risultato | Squadra 2 |
| --------- | --------- | --------- |
| Adernò    | 2 - 2     | Giarre    |

#### Play-out
| Squadra 1 | Risultato | Squadra 2        |
| --------- | --------- | ---------------- |
| Acicatena | 0 - 0     | Real Messina     |
| Palazzolo | 0 - 0     | Torregrotta      |
| Due Torri | 0 - 0     | Aci Sant'Antonio |